# Fade to Black (игра)
Fade to Black — компьютерная игра в жанре приключенческого боевика, разработанная французской компанией Delphine Software. Разработчики назвали это продолжением к своей прежней игре Flashback. Игра была выпущена для DOS и PlayStation, планируемые версии для Nintendo 64 и Sega Saturn были отменены. В 2018 году вышел неофициальный порт для Dreamcast.

## Игровой процесс
Игра представляет собой полностью трёхмерный мир. На выбор игрока предоставляет возможность установки вида камеры.

## Отзывы
Игра получила позитивные отзывы. Версия для PlayStation стала бестселлером в Великобритании,.